# Kanižarica
Kanižarica (pronunciación eslovena: [kaˈniːʒaɾitsa]) es una localidad eslovena perteneciente al municipio de Črnomelj en el sur del país.
En 2020, la localidad tenía una población de 590 habitantes.
Es un asentamiento minero que se desarrolló en el siglo XIX gracias a la minería de carbón. La mina local, construida en 1857, está cerrada desde 1995 pero conserva la mayor parte de sus instalaciones como monumento histórico.
La localidad se ubica a orillas del río Dobličica en la periferia suroccidental de la capital municipal Črnomelj, en la salida de la localidad de las carreteras 217 que lleva a Kočevje y 218 que lleva a Bosiljevo.